# Danh sách nhân vật hoàng gia giàu nhất
Đây là danh sách nhân vật hoàng gia giàu nhất dựa theo giá trị tài sản ròng cá nhân của họ, không bao gồm các tài sản do nhà nước, chính phủ hoặc vương thất nắm giữ, và được niêm yết bằng đô la Mỹ nhằm mục đích so sánh đơn giản. Nguồn tham khảo từ Forbes: The World's Richest Royals (Nhân vật Hoàng gia Giàu nhất Thế giới) ấn bản năm 2010 và 2011. Kể từ năm 2011, Abdullah của Ả Rập Saudi đã qua đời và Beatrix của Hà Lan và Hamad bin Khalifa Al Thani đã thoái vị.

## Tính đến năm 2011
| Hạng | Tên gọi                          | Danh hiệu                                                            | Cư trú        | Tài sản ròng                 | Nguồn của cải                                                                          |
| ---- | -------------------------------- | -------------------------------------------------------------------- | ------------- | ---------------------------- | -------------------------------------------------------------------------------------- |
| 1    | Bhumibol Adulyadej               | Vua Thái Lan                                                         | Thái Lan      | 30.0 tỷ USD (Tháng 4/2011)   | Vốn đầu tư có nguồn gốc từ Cục Quản lý Tài sản Hoàng gia.                              |
| 2    | Hassanal Bolkiah                 | Sultan của Brunei                                                    | Brunei        | 20.0 tỷ USD (Tháng 4/2011)   | Lợi nhuận từ các ngành công nghiệp dầu mỏ và khí đốt.                                  |
| 3    | Abdullah bin Abdul Aziz Al Saud  | Vua Ả Rập Saudi                                                      | Ả Rập Xê Út   | 18.0 tỷ USD (Tháng 4/2011)   | Lợi nhuận từ các ngành công nghiệp dầu mỏ và khí đốt.                                  |
| 4    | Khalifa bin Zayed Al Nahyan      | Tổng thống Các Tiểu vương quốc Ả Rập Thống nhất Emir của Abu Dhabi   | UAE           | 15.0 tỷ USD (Tháng 4/2011)   | Vốn đầu tư đến từ Cơ quan Đầu tư Abu Dhabi.                                            |
| 5    | Mohammed bin Rashid Al Maktoum   | Thủ tướng Các Tiểu vương quốc Ả Rập Thống nhất Emir Sheikh của Dubai | UAE           | 4.5 tỷ USD (Tháng 4/2011)    | Cổ phần đa số của công ty Dubai Holding và vốn đầu tư đến từ Cơ quan Đầu tư Abu Dhabi. |
| 6    | Hans Adam II                     | Thân vương xứ Liechtenstein                                          | Liechtenstein | 3.5 tỷ USD (Tháng 4/2011)    | Cổ phần trong Quỹ Vương công Liechtenstein.                                            |
| 7    | Mohammed VI                      | Vua Maroc                                                            | Maroc         | 2.5 tỷ USD (Tháng 4/2011)    | Vốn đầu tư trong SNI và Siger Holdings.                                                |
| 8    | Hamad bin Khalifa Al Thani       | Cựu Emir của Qatar                                                   | Qatar         | 2.4 tỷ USD (Tháng 4/2011)    | Từ các doanh nghiệp khác nhau.                                                         |
| 9    | Albert II                        | Vương công Monaco                                                    | Monaco        | 1.0 tỷ USD (Tháng 4/2011)    | Các doanh nghiệp khác nhau, bao gồm sòng bạc.                                          |
| 10   | Karim al-Hussayni                | Aga Khan IV                                                          | Pháp          | 800 triệu USD (Tháng 7/2010) | Từ các doanh nghiệp khác nhau.                                                         |
| 11   | Qaboos bin Said Al Said          | Sultan của Oman                                                      | Oman          | 700 triệu USD (Tháng 7/2010) | Từ các doanh nghiệp khác nhau.                                                         |
| 12   | Elizabeth II                     | Nữ hoàng của các Vương quốc Khối thịnh vượng chung                   | Anh Quốc      | 450 triệu USD (Tháng 4/2011) | Từ tài sản, đồ trang sức và các tài sản khác. Xem Tài chính Hoàng gia Anh.             |
| 13   | Sabah Al-Ahmad Al-Jaber Al-Sabah | Emir của Kuwait                                                      | Kuwait        | 350 triệu USD (Tháng 7/2010) | Từ các doanh nghiệp khác nhau.                                                         |
| 14   | Beatrix                          | Cựu Nữ hoàng Hà Lan                                                  | Hà Lan        | 200 triệu USD (Tháng 4/2011) | Cổ phần trong công ty Royal Dutch Shell.                                               |
| 15   | Mswati III                       | Vua Swaziland                                                        | Eswatini      | 100 triệu USD (Tháng 7/2010) | Từ các doanh nghiệp khác nhau.                                                         |